# Epiphora faidherbia
Epiphora faidherbia är en fjärilsart som beskrevs av De la Rocha. 1874. Epiphora faidherbia ingår i släktet Epiphora och familjen påfågelsspinnare. Inga underarter finns listade i Catalogue of Life.